# Ivan Kos
 Ovo je glavno značenje pojma Ivan Kos. Za druga značenja pogledajte Ivan Kos (sport).
Ivan Kos (Gornja Radgona, 24. svibnja 1895. – Maribor, 19. siječnja 1981.), slovenski slikar.
Studirao je u Beču i Pragu te je bio profesor crtanja u Mariboru. Slikao je u ulju i akvarelu portrete, mrtvu prirodu, pejzaž, a bavio se i grafikom.